# چاقوی رزمی

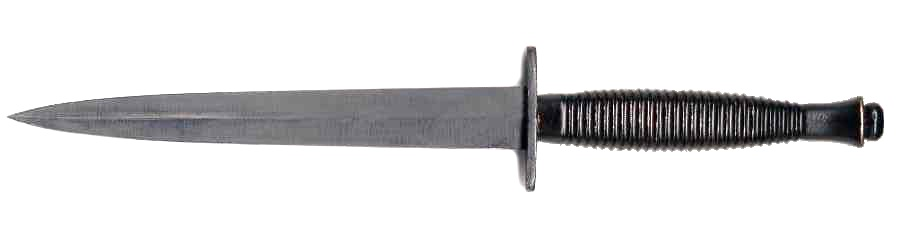
"F-S Fighting Knife"، چاقوی جنگی معروف چاقوی نبرد فربرن-سیکز، که در طول جنگ جهانی دوم برای کماندوها ساخته شد و پس از جنگ نیز توسط نیروهای ویژه متعدد مورد استفاده قرار می‌گیرد.

چاقوی رزمی (انگلیسی: Combat knife) گونه‌ای چاقوی جنگی است که برای مصارف نظامی طراحی شده و اغلب برای نبردهای تن به تن یا نزدیک مورد استفاده قرار می‌گیرد. از زمان پایان جنگ سنگر به سنگر، بیشتر چاقوهای رزمی نظامی به‌طور ثانویه برای مصارف کاربردی (پاک کردن شاخ و برگ، بریدن شاخه‌ها برای پوشش، باز کردن جعبه‌های مهمات و غیره) طراحی شده‌اند.
خنجرهایی که برای استفاده نظامی در درگیری‌های نزدیک طراحی شده‌اند، هزاران سال است که توسط سربازان حمل می‌شوند. استفاده از خنجرهای جنگی ساخته شده از آهن، نقطه عطف مهمی در توسعه چاقوهای رزمی بود، و چنین سلاح‌هایی در ارتش‌های باستانی خاورمیانه بسیار ارزشمند بودند. خنجرهای نظامی فرانسوی و ایتالیایی قرن چهاردهم نخستین خنجرهایی بودند که تیغه‌های باریک، نوک تیز و دو لبه داشتند و با هدف نفوذ در زره‌های جدید طراحی و ساخته شدند. انگلیسی‌ها و اسکاندیناوی‌ها چاقوی رزمی معروف به «خنجر بولوک» را در حدود سال ۱۳۵۰ میلادی وارد خدمت نظامی کردند. افزایش استفاده از سلاح گرم منجر به کاهش استفاده از خنجرهای جنگی و چاقوها به عنوان سلاح‌های نظامی شد.